# Xylocopa capensis
Xylocopa capensis är en biart som beskrevs av Maximilian Spinola 1838. Xylocopa capensis ingår i släktet snickarbin, och familjen långtungebin. Inga underarter finns listade i Catalogue of Life.